# Černilov
Černilov (en allemand : Tschernilow) est une commune du district de Hradec Králové, dans la région de Hradec Králové, en République tchèque. Sa population s'élevait à 2 439 habitants en 2022.

## Géographie
Černilov se trouve à 6 km au sud-est de Smiřice, à 10 km au nord-est de Hradec Králové et à 108 km à l'est-nord-est de Prague.
La commune est limitée par Smržov, Lejšovka et Libřice au nord, par Výrava à l'est, par Libníkovice au sud-est, par Librantice et Divec au sud, par Hradec Králové au sud-ouest et par Skalice au nord-ouest.

## Histoire
La première mention écrite de la localité date de 1271.

## Administration
La commune se compose de trois sections :
- Černilov
- Bukovina
- Újezd

## Galerie

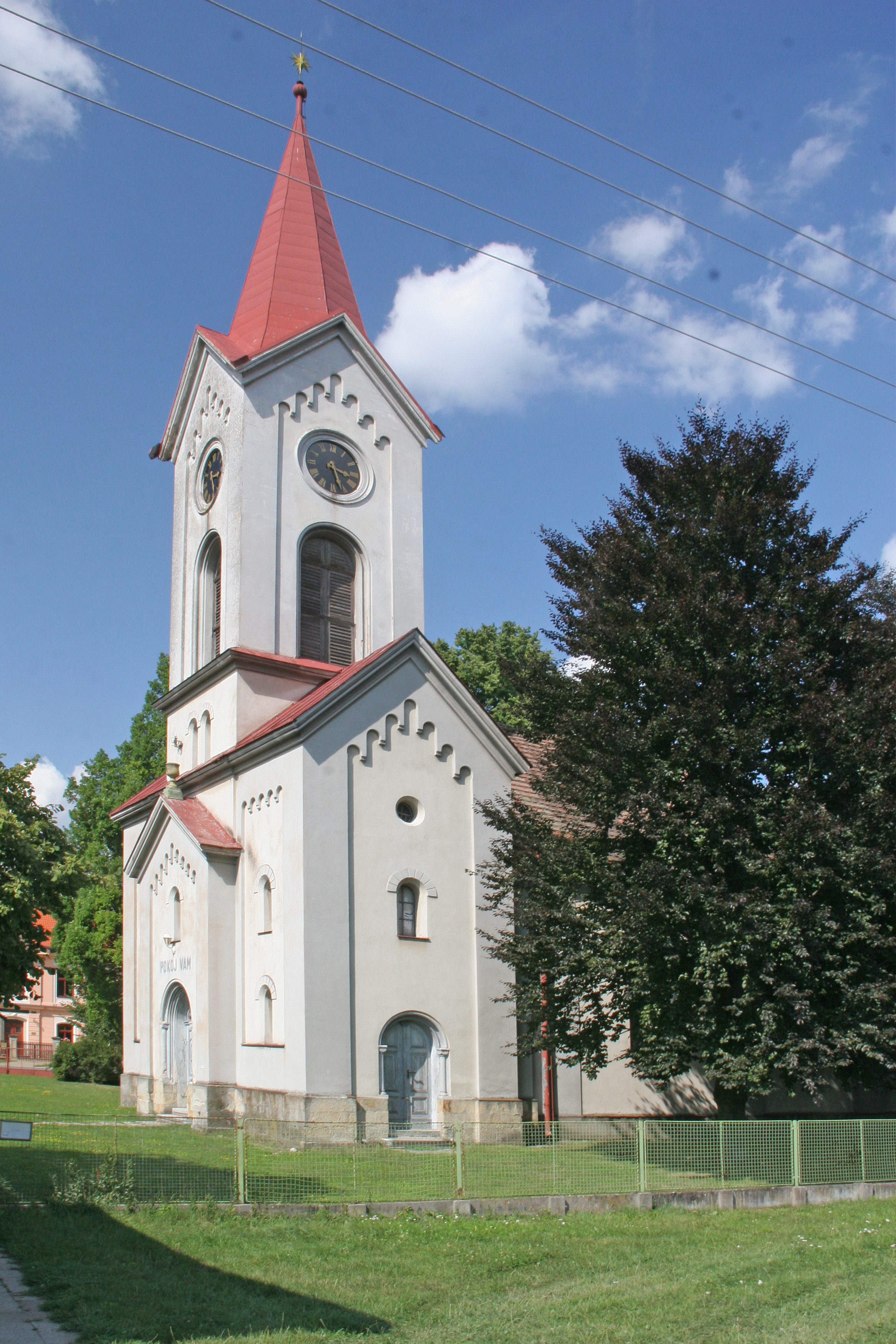
Église évangélique.
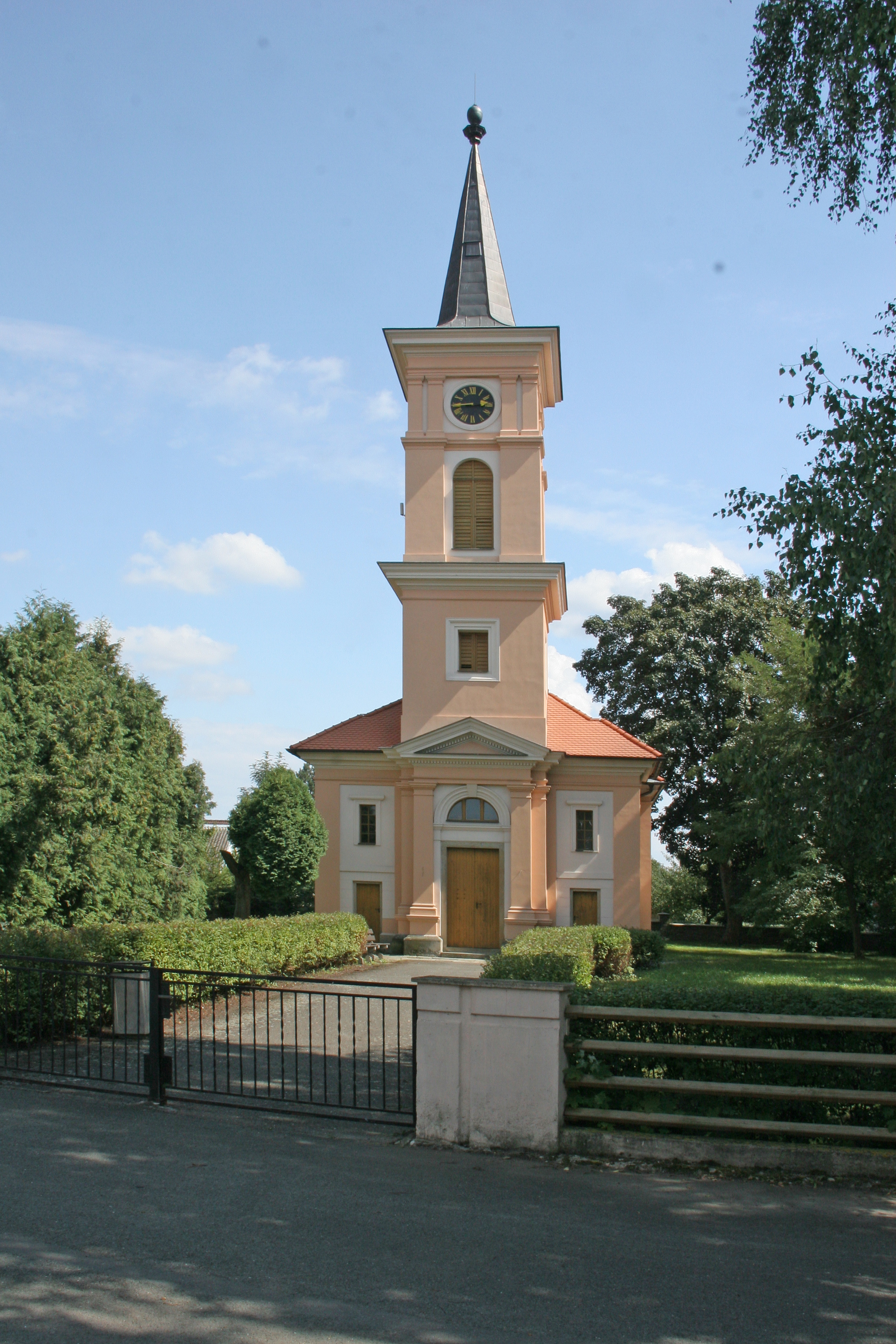
Église luthérienne.
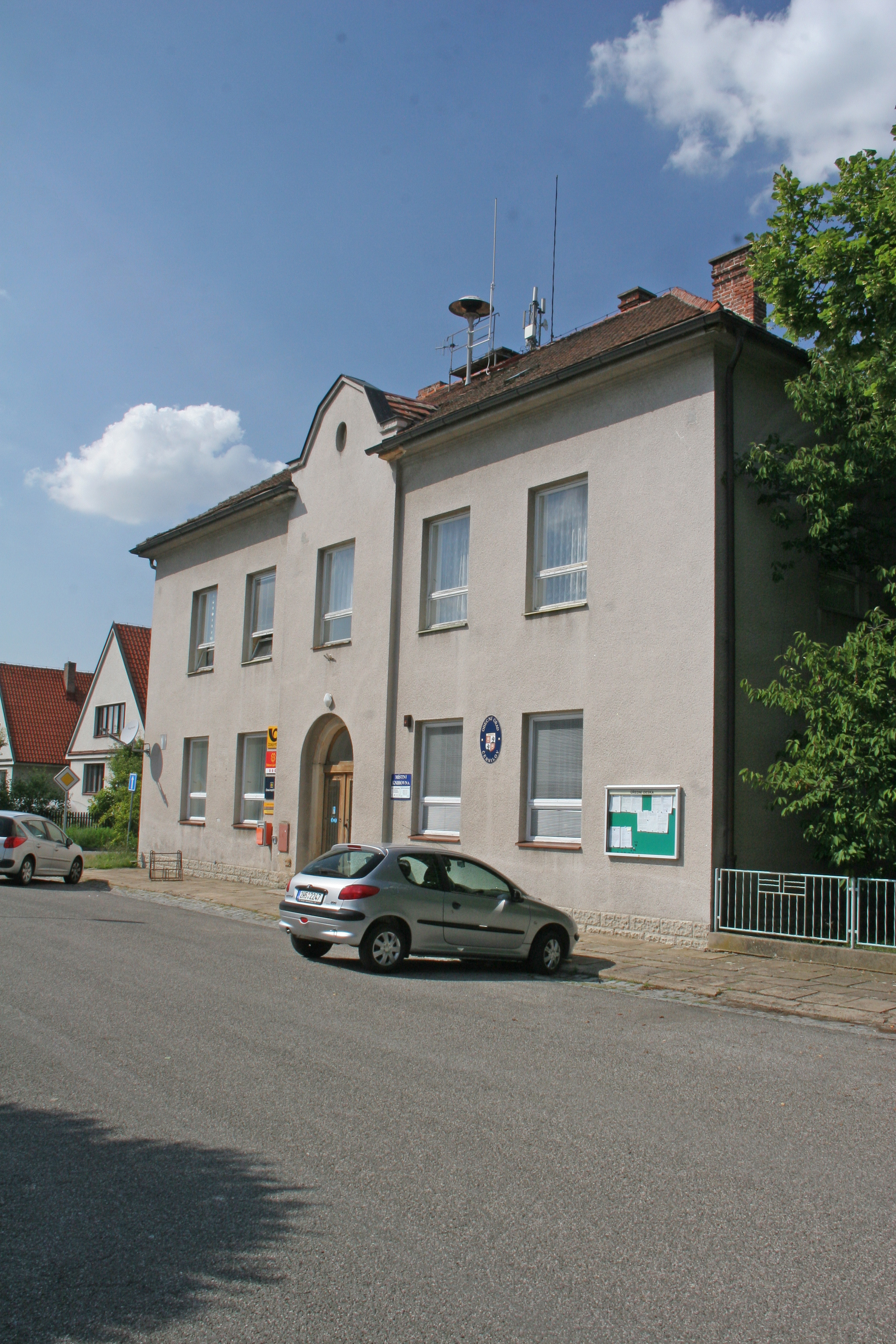
Černilov : la mairie.

## Transports
Par la route, Černilov trouve à 10 km de Hradec Králové et à 129 km de Prague. 